# Pinzolo
Pinzolo est une commune italienne d'environ 3 200 habitants située dans  la province autonome de Trente dans la région du Trentin-Haut-Adige dans le nord-est de l'Italie.

## Géographie
Cette commune regroupe les hameaux de Madonna di Campiglio, San Antonio di Mavignola et Campo Carlo Magno dans le val Rendena.
Elle est localisée entre le massif de l'Adamello-Presanella à l'ouest et le massif de Brenta à l'est et constitue une des portes d'accès au parc naturel Adamello Brenta.
Les communes limitrophes sont  Caderzone, Carisolo, Commezzadura, Dimaro Folgarida, Giustino, Mezzana, Ossana, Pellizzano, Stenico et Tre Ville.

## Histoire
Pinzolo est une ville d'origine médiévale avec des témoignages d'architecture et d'art religieux comme les œuvres des Baschenis, famille d'artistes-peintres originaires de Bergame.  
L'église Saint-Vigile date d'avant l'an 1000. Sur l’un des murs extérieurs de cette église, est représentée une très intéressante danse macabre ainsi que les sept péchés capitaux. Cette peinture murale date de 1539 et est l'œuvre de Simone Baschenis. 

## Sport
Pinzolo est le plus important centre du val Rendena qui inclut la principale localité touristique, Madonna di Campiglio. Les stations de ski de Pinzolo et de Madonna di Campiglio possèdent de nombreuses remontées mécaniques et accueillent pendant l'hiver des compétitions de ski internationales (comme la Coupe du monde de ski alpin, 3-Tre ou Vertical Up),. 

## Administration
| Période                                  | Période  | Identité       | Étiquette     | Qualité                 |
| ---------------------------------------- | -------- | -------------- | ------------- | ----------------------- |
| 17/05/2010                               | En cours | William Bonomi | Liste civique | Gestionnaire commercial |
| Les données manquantes sont à compléter. |          |                |               |                         |